# Calea acidului shikimic
Calea shikimatului sau a acidului shikimic este o cale metabolică ce constă în șapte etape, utilizată de organisme precum bacterii, arhee, ciuperci, alge, unele protozoare și plante pentru biosinteza folaților și a aminoacizilor aromatici (precum triptofan, fenilalanină și tirozină). Această cale metabolică nu are loc în celulele animale.
Cele șapte enzime implicate în calea shikimatului sunt DAHP sintetaza, 3-dehidrochinat sintetaza, 3-dehidrochinat dehidratază, shikimat dehidrogenaza, shikimat kinaza, EPSP sintetaza și corismat sintetaza. Calea începe pornind de la două substraturi, fosfoenol piruvatul și eritrozo-4-fosfatul și se termină cu corismatul, un substrat pe baza căruia se obțin cei trei aminoacizi aromatici. A cincea enzimă implicată este shikimat kinaza, o enzimă care catalizează fosforilarea dependentă de ATP a shikimatului pentru a forma shikimat 3-fosfat (vezi și figura de mai jos).  Shikimat 3-fosfatul este apoi cuplat cu fosfoenol piruvat pentru a se obține 5-enolpiruvilshikimat-3-fosfat prin intermediul enzimei 5-enolpiruvilshikimat-3-fosfat (EPSP) sintetaza: 
În următoarea etapă, 5-enolpiruvilshikimat-3-fosfatul este transformat în corismat de către corismat sintetază:
Acidul prefenic este apoi sintetizat în urma unui proces de transpoziție Claisen a corismatului sub acțiunea corismat mutazei:
Prefenatul este apoi decarboxilat oxidativ cu menținerea grupării hidroxil pentru a forma p-hidroxifenilpiruvat, care suferă un proces de transaminare folosind glutamat ca sursă de azot, iar produșii reacției sunt tirozină și a-cetoglutarat: